# Cassagnes (Lot)
Cassagnes é uma comuna francesa na região administrativa de Occitânia, no departamento de Lot. Estende-se por uma área de 11,62 km². Em 2010 a comuna tinha 184 habitantes (densidade: 15,8 hab./km²).